# Кубок РЖД

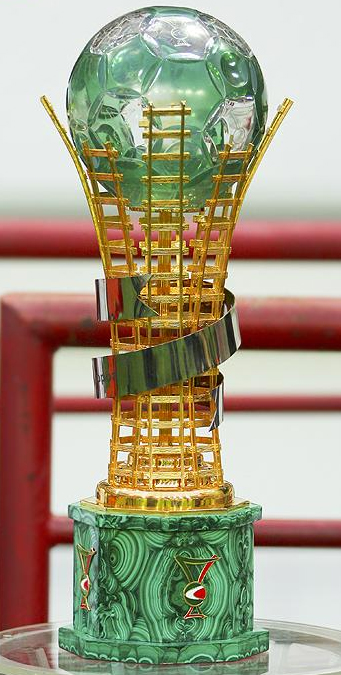
Кубок РЖД 2008

Кубок РЖД (Russian Railways Cup) — футбольное соревнование в честь Дня железнодорожника, проводившееся в Москве трижды — в 2007, 2008 и 2022 годах.

## Регламент турнира
Турнир проводился по олимпийской системе: все команды стартуют с полуфинала. По итогам матчей определяются финалисты Кубка и участники матча за 3 место. Победитель турнира получает Кубок — денежного вознаграждения за победу не предусмотрено (однако в 2007 и 2008 годах была предусмотрена сумма, определяемая в несколько миллионов евро, которую команды получали за простое участие).
В 2007 и 2008 годах турнир проводился среди мужских команд. В 2022 году — среди женских.

## Место проведения
Все матчи проходили в Москве на стадионе РЖД Арене.

## Победители и участники
| Год         | 1 место   | 2 место      | 3 место       | 4 место   |
| ----------- | --------- | ------------ | ------------- | --------- |
| 2007        | ПСВ       | Реал         | Милан         | Локомотив |
| 2008        | Севилья   | Локомотив    | Челси         | Милан     |
| 2022 (жен.) | Локомотив | БИИК-Шымкент | Црвена Звезда | Минск     |